# Muscle long caudo-fémoral
Le muscle long caudo-fémoral ou caudofemoralis (du latin cauda, « queue » et femur, « fémur ») est un muscle présent dans le membre pelvien de la plupart des animaux possédant une queue. On le retrouve ainsi chez presque tous le tétrapodes.

## Emplacement
Le muscle long caudo-fémoral s'étend de manièreplésiomorphe entre le fémur (cuisse) et la queue ; chez les mammifères, il est réduit et se trouve directement en arrière/caudal du grand fessier et directement en avant / crâniale par rapport au biceps fémoral.

## Origine et insertion
Le fémur caudal provient des apophyses transverses des deuxième, troisième et quatrième vertèbres caudales. La partie caudodistal du muscle chez les mammifères se trouve profondément dans la partie proximocrânienne du biceps fémoral ; près du milieu de la cuisse, le caudofemoralis donne naissance à un tendon long, fin et étroit qui passe distalement jusqu'à l'articulation du genou et s'insère dans le fascia lata ancré au bord latéral de la rotule.
Chez les archosauriens, le caudofemoralis est divisé en une pars pelvica/brevis (caractérisée par une origine pelvienne) et une pars caudalis/longa (origine caudale), et l'insertion sur le fémur est marquée par le quatrième trochanter (en) (mais celui-ci se réduit chez les maniraptoriens et absent chez les oiseaux).

## Action
Chez les mammifères, le muscle long caudo-fémoral agit en fléchissant la queue latéralement vers son côté correspondant lorsque le membre pelvien supporte du poids. Lorsque le membre pelvien est soulevé du sol, la contraction du muscle long caudo-fémoral provoque l'abduction du membre et l'extension de la tige en étendant l'articulation de la hanche (articulation acétabulofémorale ou coxofémorale). Chez d'autres tétrapodes, la contraction du muscle long caudo-fémoral rétracte le membre postérieur.